# Exército do Chile
O Exército do Chile (em castelhano:  Ejército de Chile) é o ramo terrestre das Forças Armadas do Chile, o qual contribui mantendo a integridade territorial e a soberania nacional. Seu lema é Sempre vencedor, jamais vencido e seu comandante em chefe é o general de exército Javier Iturriaga del Campo.
Nos últimos anos e após vários programas de modernização, o exército chileno tornou-se um dos mais e avançados tecnologicamente e profissionais da América.

## Missão

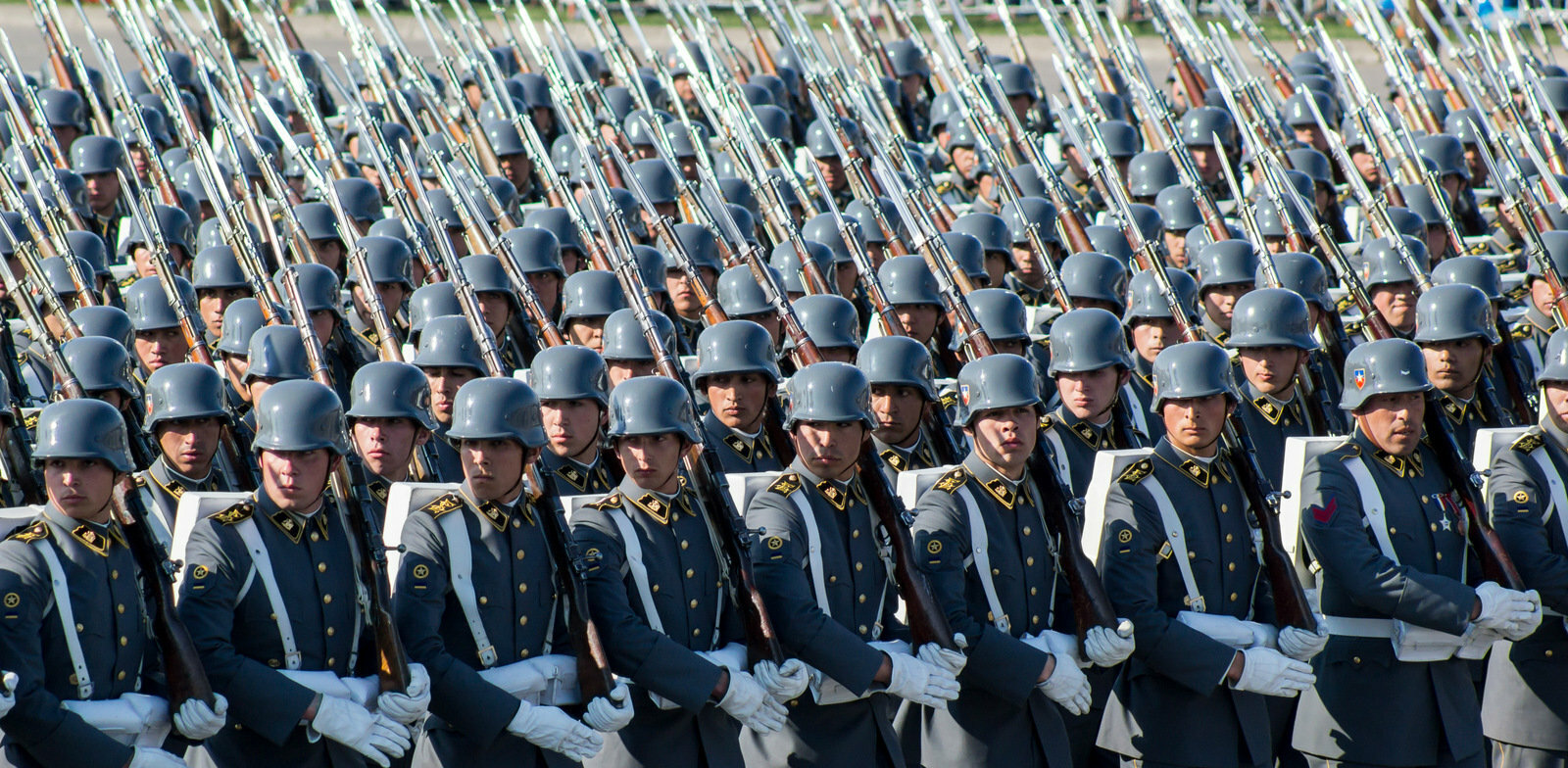
Militares da escola de suboficiais do exército chileno com o uniforme germânico.

Ao exército do Chile cabe a defesa do território nacional diante de qualquer ameaça proveniente do exterior. Participa também, segundo a constituição da República do Chile, na manutenção da ordem pública em estados de exceções constitucionais e em eleições. 
No âmbito internacional, participa ativamente sob as determinações das Nações Unidas, de acordo com a política externa e de defesa do Chile. É membro da Junta Interamericana de Defesa, está representado no Colégio Interamericano de Defesa e cumpre um papel ativo na Conferência dos Exércitos Americanos.
Os militares do quadro permanente são formado na Escola de Suboficiais e seus oficiais na Escola Militar do Libertador Bernardo O'Higgins. 

## Guerras
- Guerra do Arauco (1536-1883), sem uma vitória ou derrota absoluta do grupo mapuche ou espanhol.
- Guerra de Independência do Chile (1813-1818), vitória patriota e independência do Chile.
- Expedição Libertadora do Peru (1820), vitória do exército dos Andes.
- Revolução de 1829, concluída com a Batalha de Lircay e a derrota dos liberais.
- Guerra contra a Confederação Peru-Boliviana (1836-1839), vitória do exército chileno e dissolução da confederação.
- Ocupação da Araucanía (1861-1883), ocupação e anexação de territórios mapuches ao Estado do Chile.
- Guerra do Pacífico (1879-1883), vitória das Forças Armadas do Chile, anexação de territórios peruanos e bolivianos.
- Guerra Civil de 1891, culmina com a derrota das forças leais ao presidente.

Das seis guerras ou conflitos bélicos em que participou, sem jamais ser derrotado provém o lema "sempre vencedor, jamais vencido". Fato questionado por alguns historiadores, já que na Guerra Civil de 1891, o exército se manteve leal ao presidente José Manuel Balmaceda, e sua formação principal foi derrotada pela armada chilena sob as ordens do congresso contra o poder executivo.    

## História

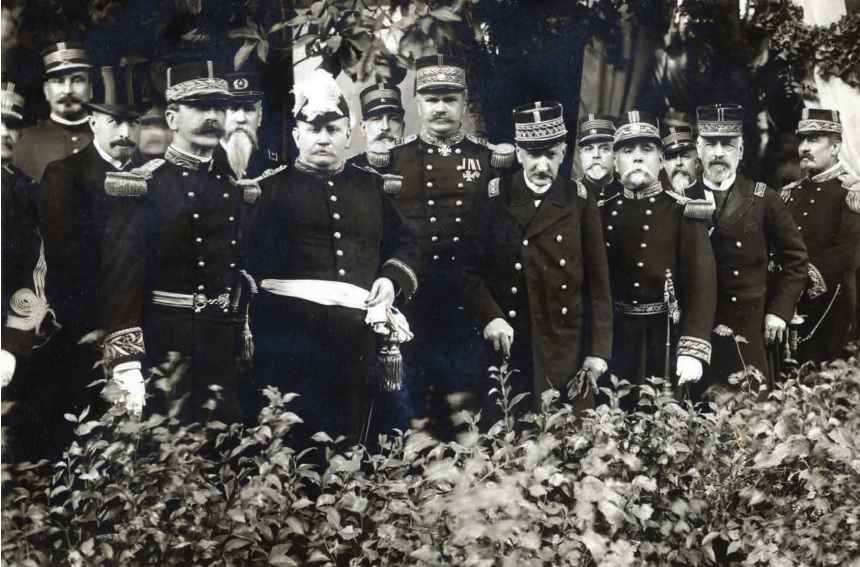
Generais do exército chileno no aniversário da Batalha de Tacna: Gorostiaga, Lopetegui, Bulnes, Körner, Baquedano, del Canto, Cortes, Novoa.

### Período pré-hispânico
O período pré-hispânico do Chile está marcado pela presença do povo Mapuche no centro e no centro-sul do país. Este povo de caráter guerreiro foi um dos poucos que se mantiveram firmes diante do Império Inca e posteriormente dos conquistadores espanhóis. Entre seus líderes e chefes militares destacou-se Lautaro, estrategista militar que projetou várias táticas guerrilha, fortificações e armas, que acabaram por impedir o avanço dos conquistadores espanhóis no sul do rio Biobío. Posteriormente esta fronteira tática foi o limite reconhecido pelo reino espanhol, admitindo os direitos do povo mapuche sobre aquela área.

### Período hispânico
Principalmente devido a Guerra do Arauco e por sugestão do governador Alonso de Ribera, capitão-general que havia lutado na Guerra dos Oitenta Anos, foi criado um exército permanente no Chile mediante uma ordem real em janeiro de 1603, fazendo dele o primeiro exército permanente da América Hispânica.   
Durante seu governo, Alonso de Ribera aumentou a capacidade profissional e combativa das tropas além de fundar indústrias básicas para o abastecimento do pessoal militar.  

### Período independente
Foi criado por ordem da Primeira Junta Nacional de Governo do Chile o primeiro exército nacional em 2 de dezembro de 1810, tendo como base o exército do Reino do Chile, e participou de forma ativa na guerra de independência. Nesse período destacam-se José Miguel Carrera, seu primeiro comandante-em-chefe e Bernardo O'Higgins, primeiro governante do Chile independente.
Durante o período de organização da república foi reorganizada a Academia Militar, fundada por O'Higgins em 1817, e em 1839 o jovem exército enfrentaria um novo desafio, o conflito com a Confederação Peru-Boliviana, comandada pelo marechal boliviano Andrés de Santa Cruz, derrotado pelo general chileno Manuel Bulnes na Batalha de Yungay.

## Prussianização

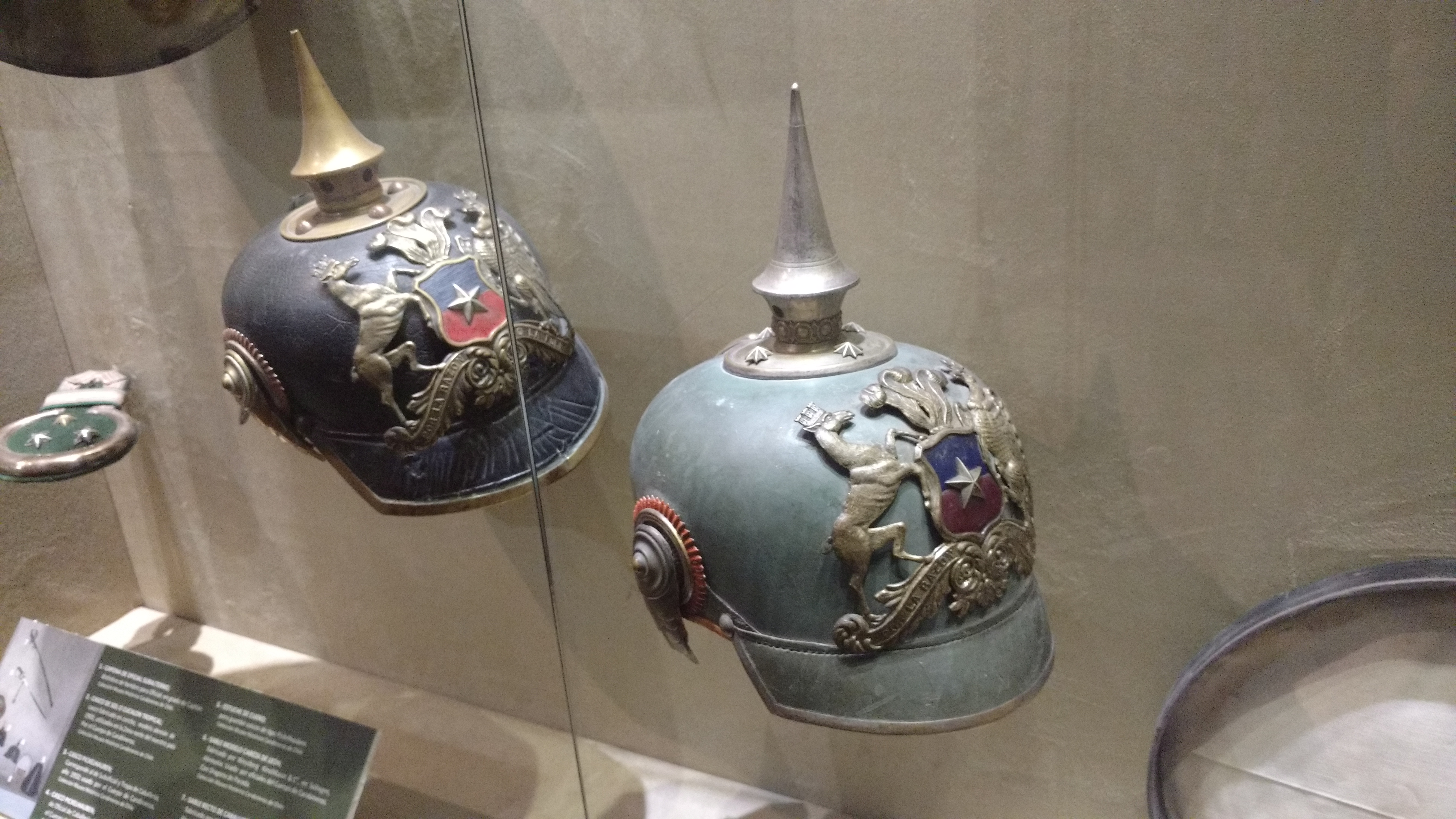
Pickelhauben do Exército Chileno, símbolo da tradição prussiana.

Por seu sucesso militar durante as Guerras Napoleônicas até 1812 ou por alguma outra razão, o exército do Chile, assim como muitos dos exércitos do ocidente, seguiu a organização, tradição e uniformes franceses do período de Napoleão III. Nota-se a semelhança dos uniformes dos exércitos chilenos, peruanos e bolivianos durante a Guerra do Pacífico. A derrota da França na Guerra Franco-Prussiana (1870-1871) pôs fim a essa influência.
A derrota francesa fez mudar o padrão do Exército Chileno que passou a seguir o modelo prussiano, o que explica seus uniformes, disciplina, marcha e semelhanças com a cultura militar prussiana. A decisão de adotar tal modelo foi do presidente Domingo Santa Maria contratando Emil Körner, dada a sua experiência como docente na Escola de engenharia e artilharia de Charlottenburg, deixando-o como responsável pelo treinamento do exército. Durante esse período de modernização - denominado prussianização - foi profissionalizada a formação de oficiais com a criação da Academia de Guerra e a modernização dos planos de estudos da escola militar. Nesse período também foi instaurado o serviço militar obrigatório. Em 1899, foi iniciada a utilização do Pickelhaube, o capacete prussiano com ponta, e desde 1905 foi adotado o uniforme baseado no modelo alemão.

## Organização territorial

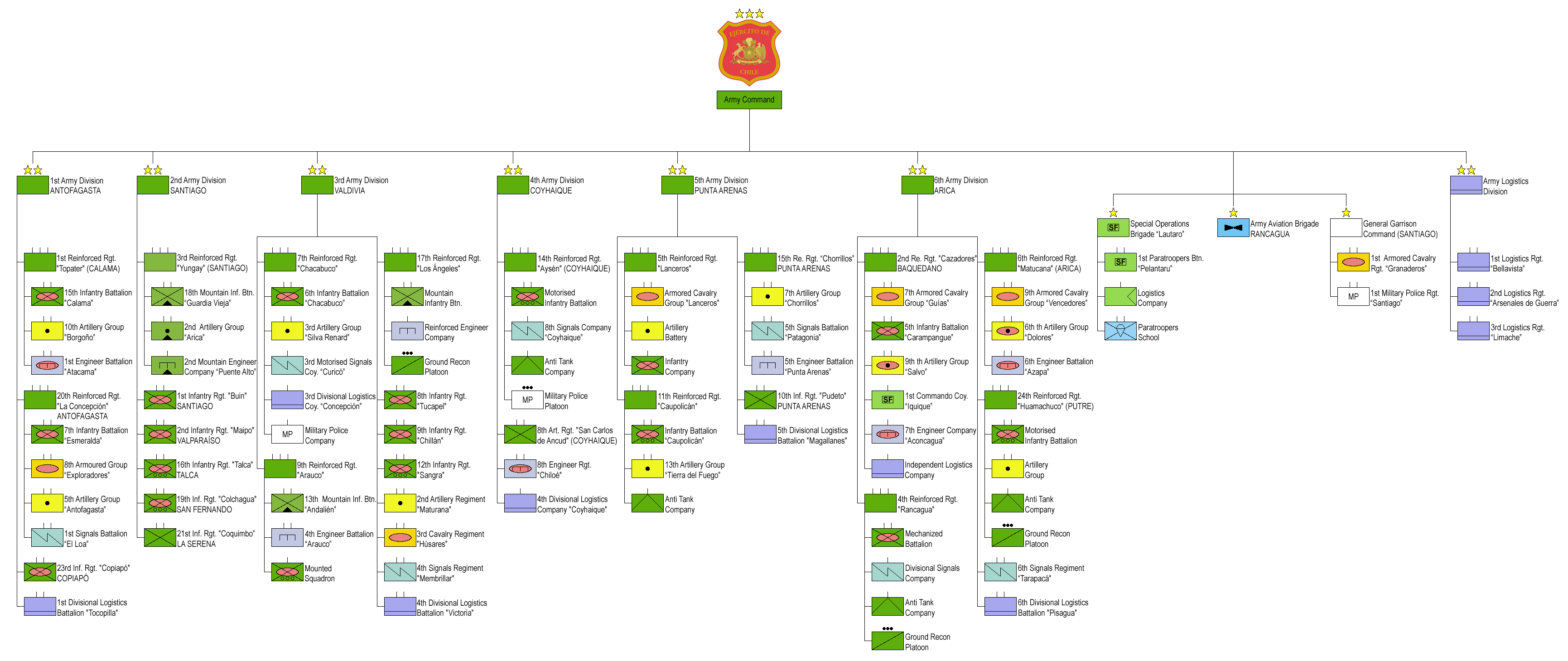
Organização territorial

### Divisões

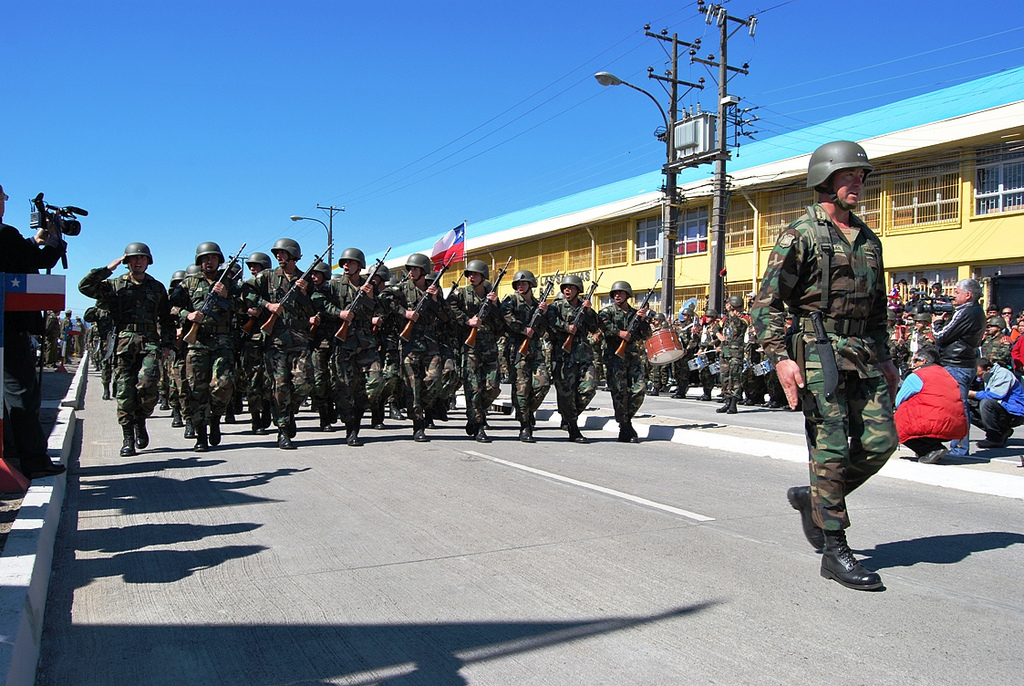
Soldados chilenos desfilando em Talcahuano no Bicentenário do Chile.

- Iª Divisão. Regiões II e III com quartel-general em Antofagasta.

- IIª Divisão. Regiões IV, V, VI, VII e RM com quartel-general em Santiago.

- IIIª Divisão. Regiões  VIII, IX Xe XIV com quartel-general em Valdivia.

- IVª Divisão. Região XI com quartel-general em Coyhaique.

- Vª Divisão. Região XII com quartel-general em Punta Arenas.

- VIª Divisão. Região XV e Região I com quartel-general em Iquique.

- Brigada de Aviação. Seu quartel-general se encontra em Rancagua.

- Comando de Operações Terrestres. Seu quartel-general se encontra em  Concepción.
- Brigada de Operações Especiais “Lautaro” (BOE) Seu quartel-general se encontra em Peldehue.

## Processo de modernização

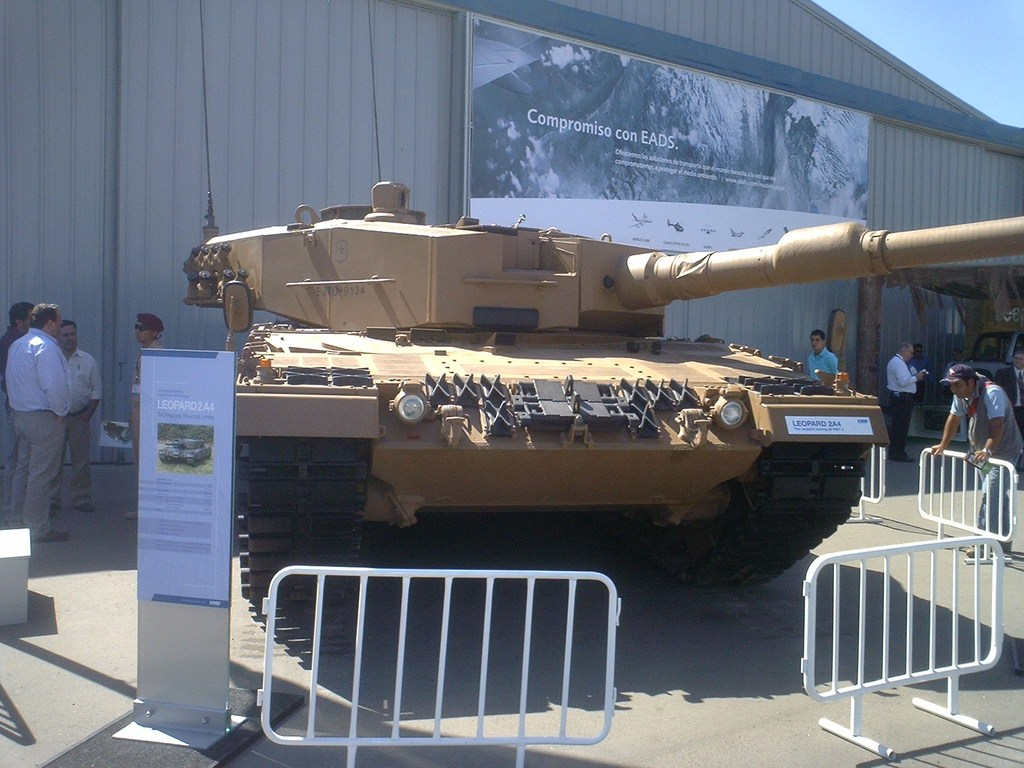
Leopard 2A4CHL na exposição FIDAE de 2008.

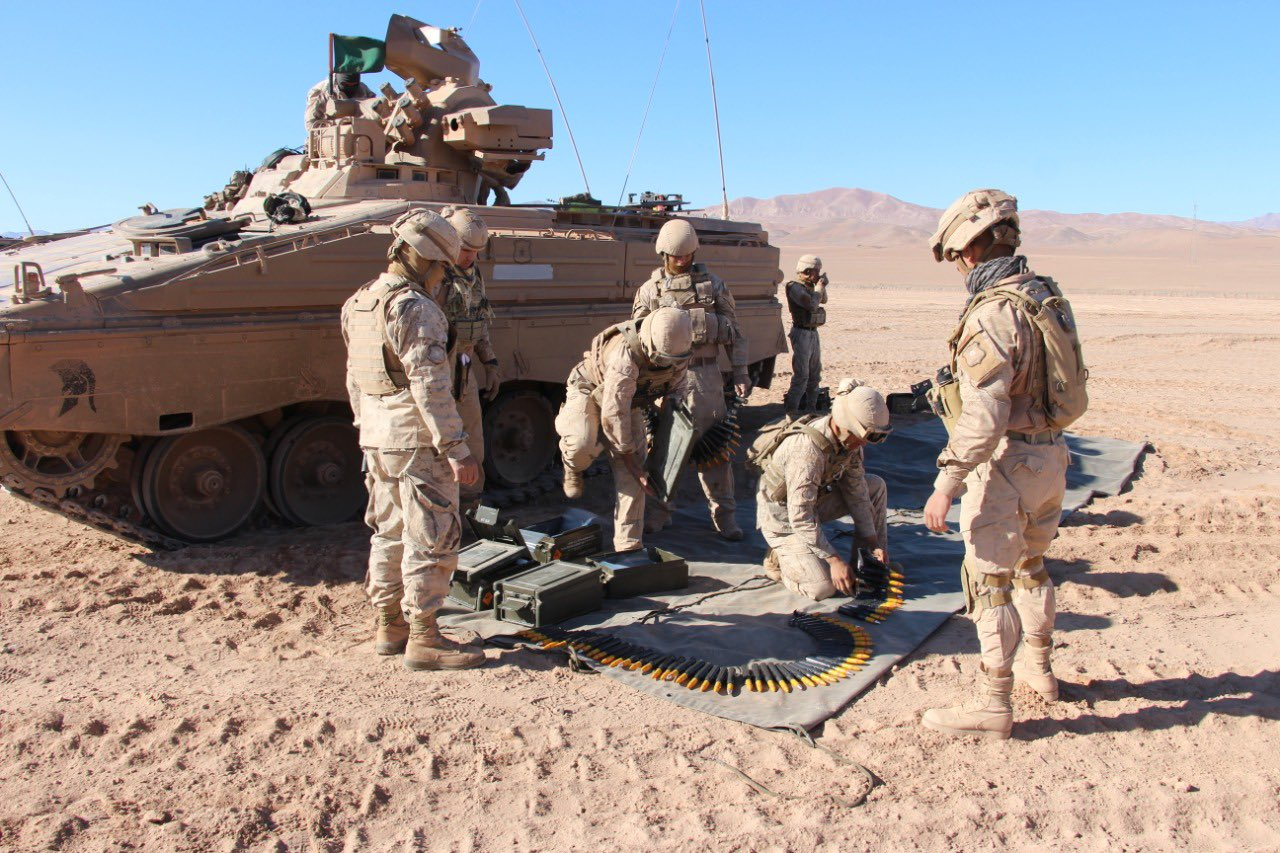
Marder 1A3 chileno do Batallón de Infantería N°7 “Esmeralda”.

Em seu processo de modernização, o Exército do Chile criou cinco grande unidades blindadas com uma força principal de 170 tanques Leopard 2A4, de fabricação alemã e adquiridos na primeira metade da década de 2000. Essa força blindada é apoiada por uma frota considerável de outros veículos blindados, que inclui 173 veículos blindados Marder e 306 M-113A1.
| Nº | Veículo       | Quantidade |
| -- | ------------- | ---------- |
| 1  | Helicóptero   | 6          |
| 2  | NASAMS II     | 2          |
| 3  | M1097 Avenger | 5          |
| 4  | M163 VADS     | 15         |
| 5  | Gepard        | 12         |
| 6  | Marder 1A3    | 47         |
| 7  | Leopard 2A4   | 50         |
| 8  | HMMWV         | 40         |
| 9  | M-109A5       | 12         |
| 10 | YPR-765 AIFV  | 28         |
| 11 | M548-A1       | 13         |
| 12 | M-113         | 150        |

Em 2024, alguns veículos Leopard 2 foram modernizados pela empresa turca ASELSAN para o padrão Leopard 2A4CHL, que recebeu novos eletrônicos, dispositivos de mira, bem como o canhão Rhl 120/L55, como o Leopard 2A6. O acordo foi firmado no ano anterior entre a ASELSAN e a empresa chilena Fábricas y Maestranzas del Ejército (FAMAE), sem que o valor fosse divulgado oficialmente. A ASELSAN, no entanto, anunciou que havia finalizado um contrato de US$ 123,5 milhões com "um cliente internacional".
O programa de modernização é dividido em quatro fases. A primeira fase, agora concluída, envolve a instalação de um sistema C4ISR e novos sistemas de rádio. As fases subsequentes incluirão uma revisão do sistema de controle de fogo (substituído pelo Volkan), com uma estação de batalha remota (RCWS) do tipo SARP integrado para fornecer poder de fogo adicional, a adição de eletro-óptica da série de miras Kartalgözü, um sistema de Identificação Amigo ou Inimigo (IFF), um conjunto de vigilância de 360° e sistemas avançados de supressão de incêndio e proteção Química-Biológica-Nuclear (QBN). A Alemanha tentou bloquear o acordo de modernização por divergências geopolíticas entre Berlim e Ancara, condicionando novas vendas ao Chile ao cancelamento do acordo.
Inicialmente, a empresa israelense Elbit Systems foi contratada para modernizar os Leopard 2 e Marder. O projeto foi iniciado pela Diretoria de Projetos e Pesquisa do Exército, em 2018, para atualizar as capacidades dos componentes dos dois veículos, que apresentavam problemas devido à obsolescência tecnológica e logística. A Elbit modernizaria o sistema de controle de tiro do Leopard 2A4, enquanto a subsidiária belga OIP Land Systems atualizaria o sistema de observação e mira do Marder 1A3. O programa também incluiria a modernização do sistema de controle de fogo dos obuseiros autopropulsados M109, com a incorporação do sistema Nekulpan desenvolvido pela FAMAE e Desarrollos de Automatización (DESA). Esse plano foi prejudicado pelo resfriamento das relações entre o Chile e Israel, depois que o presidente do Chile se opôs às operações do Tsahal na Faixa de Gaza, após o ataque terrorista de 7 de outubro de 2023 perpetrado pelo HAMAS. Em 1º de novembro, o presidente chileno Gabriel Boric chamou a operação israelense de "desproporcional" e de violação do direito internacional, e chamou de volta seu embaixador em Tel Aviv; sendo que já havia convocado o embaixador israelense em Santiago para "explicações" em 31 de outubro. Em abril de 2024, o presidente Biroc classificou a operação israelense como "barbarismo". Esta mudança de atitude reorientou a modernização para a Turquia.

## Hino
Seu hino oficial é a marcha Los viejos estandartes, que foi inspirada no retorno do General Manuel Baquedano à cidade de Valparaíso em 1881, na Guerra do Pacífico. A letra foi composta por Jorge Inostroza e a música por Willy Bascuñán. Junto com este hino, em cerimônias oficiais, foi utilizado durante décadas o Hino Yungay.